# Nényei Pál
Nényei Pál Zoárd (Budapest, 1974) író, drámaíró, középiskolai tanár és egyetemi óraadó.
A Pannonhalmi Bencés Gimnáziumban tanult, majd az ELTE magyar–művészettörténet szakán végzett. A Pannonhalmi Bencés Gimnázium, később a szentendrei Ferences Gimnázium, a Piarista Gimnázium, 2024-ig a Budai Ciszterci Szent Imre Gimnázium tanára, 2022 és 2024 között a Színház -és Filmművészeti Egyetem óraadója volt.
2024-ben Vitézy Dávid és a LMP közös listáján indult a fővárosi közgyűlés tagjainak választásán.
Felesége Szabó Borbála; négy gyermekük van.

## Művei
- Haláli dumák. Erdős Virág, Háy János, Kukorelly Endre, Nényei Pál, Papp András, Térey János, Toepler Zoltán drámáiból; összeáll. Háy János; Új Világ, Bp., 2005 (Európai kulturális füzetek)
- Mozgófénykép (Radnóti Színház, 2013)
- Ne bántsd a Zrinyit! (Kortárs Kiadó, Budapest, 2015)[2]
- Az irodalom visszavág 1. – Léda tojásaitól az Aranyszamárig (2015)
- Az irodalom visszavág 2. – A Paradicsomkerttől a pokol kapujáig[3]
- Ne bántsd a Zrinyit!; 2. bőv. kiad.; Kortárs, Bp., 2017 (Kortárs esszé)
- Az irodalom visszavág 3. – A hit fényétől az ész világosságáig (2018)
- Kiválasztottak (Gólem Színház, 2018)
- A nagy beszélgetés (Koinónia Kiadó, Kolozsvár, 2019)
- Az irodalom visszavág – Petőfi – A néma gyerektől a szent világszabadságig (2023)